# Leucolithodes
Leucolithodes is een geslacht van vlinders van de familie spanners (Geometridae), uit de onderfamilie Ennominae.

## Soorten
- L. fumifascia Dognin, 1913
- L. lecideata Felder, 1874
- L. panteata Felder, 1874
- L. paulina Ureta, 1956
- L. tincara Dognin, 1921